# Stadion TG Sokół w Sokołowie Małopolskim
Stadion TG Sokół w Sokołowie Małopolskim - obiekt piłkarski znajdujący się w Sokołowie Małopolskim przy ulicy Polnej 1.

## Historia
Początkowo za boisko do piłki nożnej służyły mieszkańcom Sokołowa i okolic błonia pod Turzą. Tuż po I wojnie światowej podjęto działania mające na celu budowę dużego stadionu sportowego w Sokołowie Małopolskim przy wylocie ulicy Raniżowskiej (obecnie Podstawskiego). Stadion został oddany do użytku na początku lat dwudziestych.
W lipcu 1961 roku rozpoczęto budowę pawilonu sportowego. Otwarto go oficjalnie 8 maja 1966 roku. W 1972 roku nastąpiło poszerzenie terenu stadionu sportowego w Sokołowie. W 1986 roku rozbudowano po raz kolejny pawilon sportowy

## Wydarzenia
- 1958 - Dzień Upowszechniania Sportu Związkowego. W zawodach sportowych uczestniczyli między innymi Janusz Sidło, Andrzej Mankiewicz, Halina Falkowska.
- 1985 - finał Ogólnopolskiej Spartakiady Młodzieżowej w rugby.
- 2004 - mecz towarzyski z Karpatami Lwów (3:3) w ramach obchodów 110-lecia TG Sokół w Sokołowie Małopolskim.

## Zmiany
- 1998 - wymiary boiska: 105m x 68m, pojemność: 200 miejsc siedzących, 800 miejsc stojących.
- 2012 - wymiary boiska: 104m x 63m, pojemność: 820 miejsc siedzących, miejsca stojące: brak danych.

Ostatni gruntowny remont stadionu nastąpił na przełomie 2011 i 2012 roku, kiedy wyremontowano między innymi płytę stadionu, budynek pawilonu klubowego oraz trybuny.